# Company Man
Ne doit pas être confondu avec A Company Man.
Pour plus de détails, voir Fiche technique et Distribution.
Company Man est un film américano-franco-britannique réalisé par Peter Askin et Douglas McGrath, sorti en 2000.

## Synopsis
En pleine guerre froide, après s'être fait passer pour un agent de la C.I.A., un modeste professeur voit son mensonge lui jouer des tours quand il se retrouve chargé par l'agence, au courant de sa ruse, d'une mission dans le Cuba de Fidel Castro.

## Fiche technique
- Titre : Company Man
- Réalisation et scénario : Peter Askin et Douglas McGrath
- Musique : David Lawrence
- Photographie : Russell Boyd
- Montage : Camilla Toniolo
- Décors : Jane Musky
- Direction artistique : Patricia Woodbridge
- Costumes : Ruth Myers
- Production : Guy East, Rick Leed, John Penotti et James W. Skotchdopole
- Production exécutive : Susan Cartsonis, Jon Ein, Carmen Finestra, Robert Greenhut, Nigel Sinclair et Matt Williams
- Sociétés de Production : Film Foundry Partners, GreeneStreet Films, Intermedia Films, SKE Films, UGC et Wind Dancer Productions
- Distribution : France : UFD
- Budget : 16 millions de dollarsUS[1]
- Format : 1.85:1 – couleur — Son Dolby SR
- Pays d'origine :  Royaume-Uni,  États-Unis,  France
- Langue : anglais
- Genre : comédie
- Durée : France : 95 minutes / États-Unis : 86 minutes
- Dates de sortie en salles : 
  - France :  3 mai 2000
  - Belgique : 28 juin 2000
  - États-Unis : 9 mars 2001 (sortie limitée)

## Distribution
- Douglas McGrath (VF : Renaud Marx) : Alan Quimp
- Sigourney Weaver (VF : Tania Torrens) : Daisy Quimp
- John Turturro (VF : Vincent Violette) : Crocker Johnson
- Anthony LaPaglia : Fidel Castro
- Heather Matarazzo (VF : Natacha Muller) : Nora
- Ryan Phillippe (VF : Stéphane Ronchewski) : Rudolph Petrov
- Alan Cumming : le Général Batista
- Denis Leary (VF : Patrice Baudrier) : Officier Fry
- Woody Allen (VF : Jean-Luc Kayser) : Lowther
- Jeffrey Jones (VF : Benoît Allemane) : Senateur Biggs
- Paul Guilfoyle (VF : Pierre Laurent) : Hickle
- Kathleen Chalfant : Mère Quimp

## Réception
Company Man a rencontré à sa sortie un véritable échec critique, récoltant un pourcentage de 14 % sur le site Rotten Tomatoes, basé sur 63 commentaires et une note moyenne de 3.4⁄10 et une moyenne de 18⁄100 sur le site Metacritic, basé sur 21 commentaires , mais également un échec commercial puisque le film a engrangé que 622 273 dollars de recettes mondiales, pour un budget estimé à 16 millions.

### Box-office
- États-Unis : 146,193 $[1]
- France : 16 013 entrées[4]
- Monde : 622,273 $[5]